# Leuris Pupo
Leuris Pupo Requejo (Holguín, 9 april 1977) is een Cubaans sportschutter die zijn land vertegenwoordigde op vijf Olympische Zomerspelen.
Tijdens zijn eerste deelname aan de Olympische Zomerspelen 2000 te Sydney, Australië eindigde hij negende in de discipline snelvuurpistool 25 m. Zowel tijdens de Schietsport op de zomerspelen 2004 in Athene en 2008 te Beijing werd hij telkens zevende. Op de Schietsport op de Olympische Zomerspelen 2012 te Londen ten slotte behaalde hij de gouden medaille in de discipline.
1896: Ioannis Phrangoudis ·
1900: Maurice Larrouy ·
1912: Alfred Lane ·
1920: Guilherme Paraense ·
1924: Henry Bailey ·
1932: Renzo Morigi ·
1936: Cornelius van Oyen ·
1948: Károly Takács ·
1952: Károly Takács ·
1956: Ștefan Petrescu ·
1960: William McMillan ·
1964: Pentti Linnosvuo ·
1968: Józef Zapędzki ·
1972: Józef Zapędzki ·
1976: Norbert Klaar ·
1980: Corneliu Ion ·
1984: Takeo Kamachi ·
1988: Afanasijs Kuzmins ·
1992: Ralf Schumann ·
1996: Ralf Schumann ·
2000: Sergej Alifirenko ·
2004: Ralf Schumann ·
2008: Oleksandr Petriv ·
2012: Leuris Pupo ·
2016: Christian Reitz ·
2020: Jean Quiquampoix ·
2024: Li Yuehong